# فی ارابه‌ران

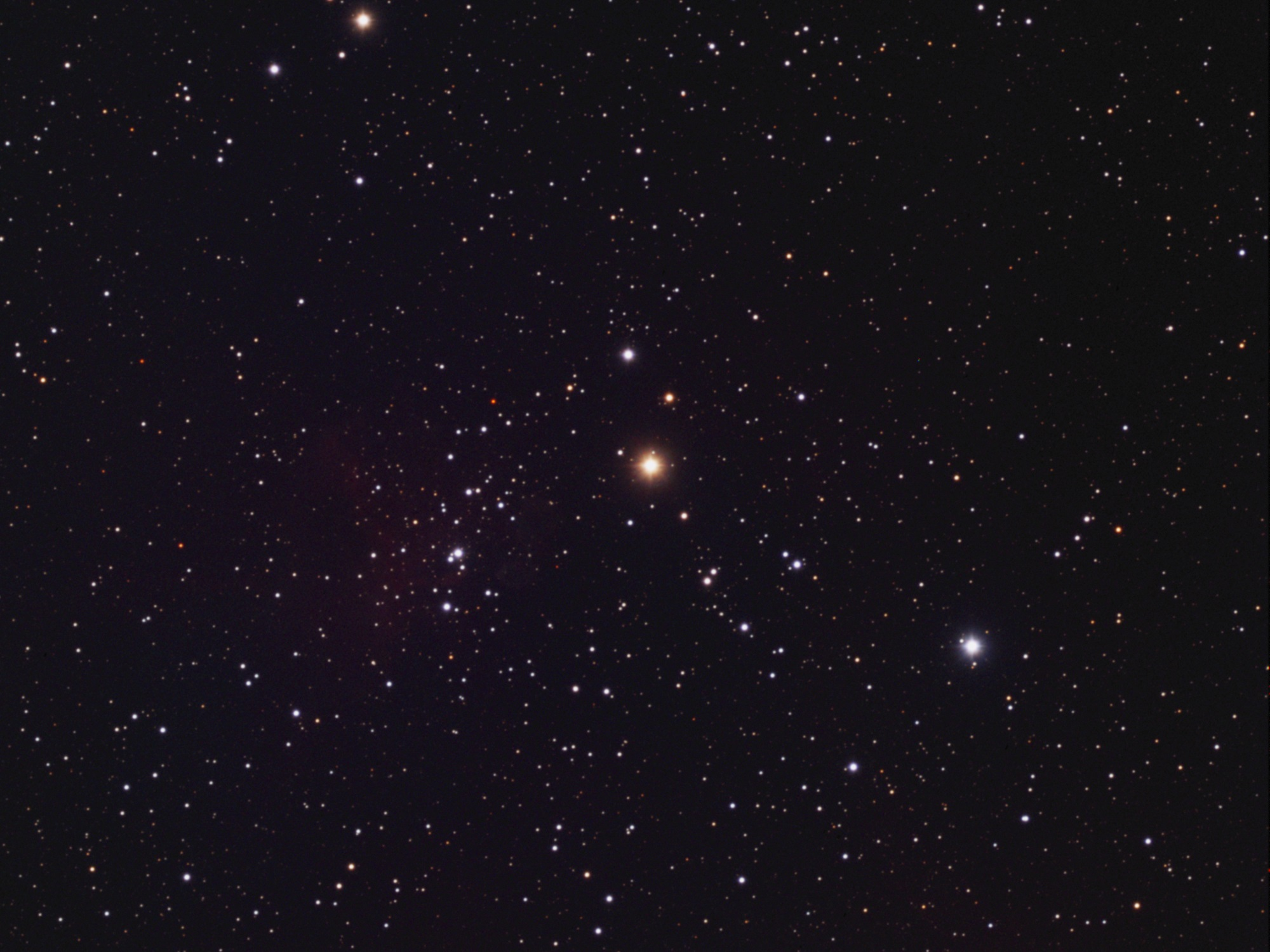
ساختار «فی ارابه‌ران» در نور اپتیکال - ۲۰۱۷

فی ارابه‌ران یک ستاره است که در صورت فلکی ارابه‌ران قرار دارد.